# Amanda Filipacchi
Amanda Filipacchi (Parigi, 10 ottobre 1967) è una scrittrice statunitense.
È conosciuta per i suoi romanzi originali, umoristici e controversi. Le sue opere sono state tradotte in tredici lingue e sono state lodate dalla critica statunitense e internazionale.

## Biografia
Filipacchi è nata a Parigi. Ha studiato sia in Francia che negli Stati Uniti. Ha vissuto a New York dall'età di diciassette anni, al momento vive a New York. Si laurea a Hamilton College dopo solo tre anni di studio, ottenendo un BA in Creative Writing. Si è laureata con un MFA in Creative Writing alla Columbia University.

## Profilo letterario
Filipacchi ha cominciato a scrivere all'età di tredici anni. 
Nel 1990 si iscrive alla Columbia University per conseguire l'MFA in fiction writing. Non appena iniziato il corso, comincia a scrivere il romanzo Nudi maschili (Nude Men) che diverrà la sua tesi di laurea. Sua professoressa è Alice Quinn, la famosa editrice di narrativa e poesia per il New Yorker. Colpita dal romanzo della Filipacchi, Quinn le domanda se abbia un agente, e in seguito le offrirà di raccomandarla al proprio, Melanie Jackson. Nel 1992, Filipacchi ha 24 anni e non si è ancora laureata, Jackson vende Nudi maschili a Nan Graham della casa editrice Viking. Il romanzo è tradotto in tredici lingue; i critici negli Stati Uniti ed oltremare accolgono il romanzo calorosamente ed è incluso nell'antologia The Best American Humor 1994 (pubblicato da Simon&Schuster).
Sia il secondo romanzo, Vapore (Vapor, 1999), che il terzo, Il club degli innamorati (Love Creeps, 2005), sono ugualmente apprezzati dalla critica e tradotti in diverse lingue.
Oltre che dai critici letterari di riviste illustri, i romanzi della Filipacchi sono anche acclamati da autori famosi, fra i quali Bret Easton Ellis, Tama Janowitz, Edmund White, Dale Peck, Alain de Botton, Kathryn Harrison e il regista francese Louis Malle.
I critici ritengono la Filipacchi una scrittrice di grande spirito e una dotatissima interprete del femminismo postmoderno. È stata elogiata dal New York Times come una "deliziosa comica surreale". Il suo lavoro è stato comparato con quello di John Irving, Nabokov, Muriel Spark, John Fante, Angela Carter, Lewis Carroll, Woody Allen and Ann Beattie. Il romanzo Il club degli innamorati è stato scelto dal Village Voice come uno dei libri più belli del 2005.
In seguito alla pubblicazione in olandese di Il club degli innamorati nel 2004, Amanda Filipacchi è stata invitata, come unica partecipante dall'America del Nord, al 2005 Saint Amour Literary Festival, una tournée che tocca dieci città belghe (Nudi maschili è stato bestseller in Belgio).